# Scheepswerfstraat 38-39 (Stadskanaal)

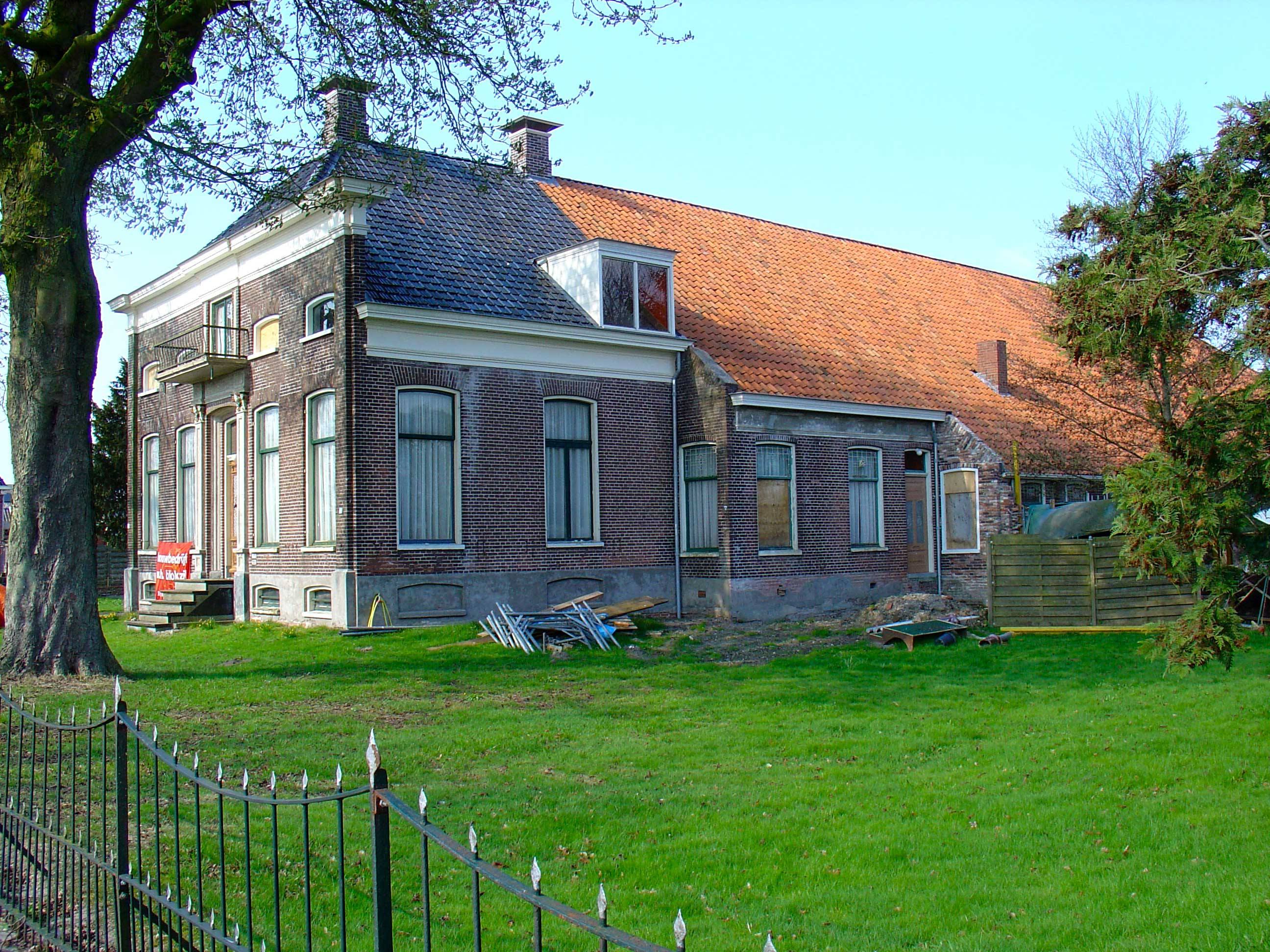
De monumentale boerderij aan de Scheepswerfstraat in Stadskanaal

De boerderij aan de Scheepswerfstraat in Stadskanaal is een in 1891 gebouwde boerderij van het Oldambstertype in de Nederlandse plaats Stadskanaal, in het deel dat toen nog Wildervank werd genoemd.

## Geschiedenis
De boerderij werd in 1891 gebouwd in opdracht van de landbouwer Jurjen Willem Slim (ook wel, als zoon van Geert Slim, aangeduid als Jurjen Geerts Slim). Hij trouwde in dat jaar met Wigerdina Derkina Pathuis. Hun initialen met het jaar van hun huwelijk zijn aangebracht op gevelstenen, die zijn ingemetseld naast de entree. Ook de initialen van hun zoon en schoondochter Okko Alberts Slim en Geertien Holthuis zijn met hun huwelijksjaar 1918 in de gevelstenen vastgelegd. Naast de entree bevinden zich pilasters bekroond met fantasiekapitelen. De bouw stond onder supervisie van de architect Cornelis Jacobus Brill (1853-1929). Hij gaf de boerderij vorm in een eclectische stijl. De dakkapellen aan de zuidoost- en de noordwestzijde zijn in 1948 aangebracht toen het voorhuis opgedeeld werd in twee afzonderlijke woningen. Het ijzeren hek langs de Scheepswerfstraat dateert uit 1891.
De boerderij is erkend als rijksmonument onder meer als voorbeeld van het Oldambster boerderijtype, de wijze van vormgeving, de hoge mate van gaafheid en de fraaie en monumentale ligging langs het Stadskanaal.

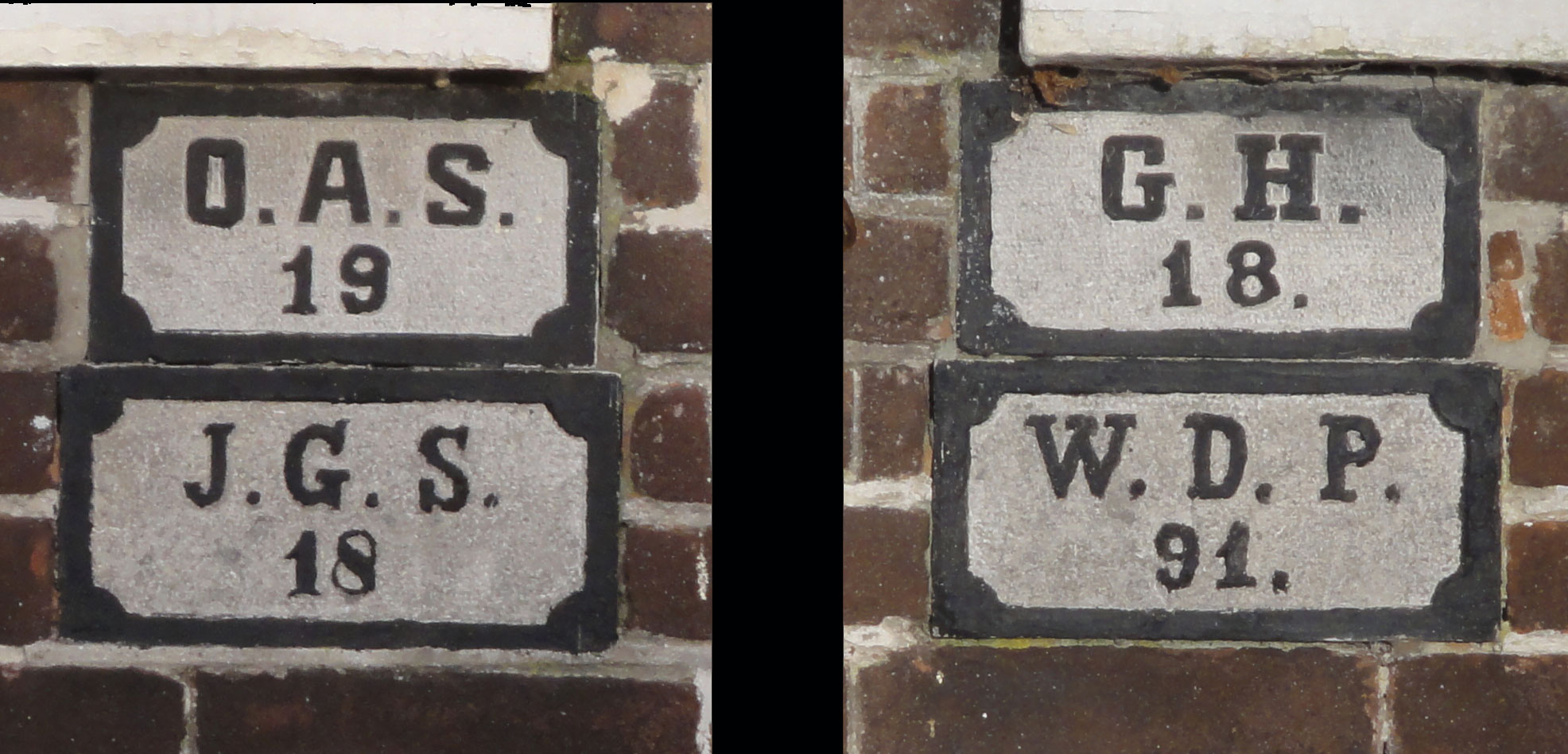
De gevelstenen naast de ingang aan de benedenzijde
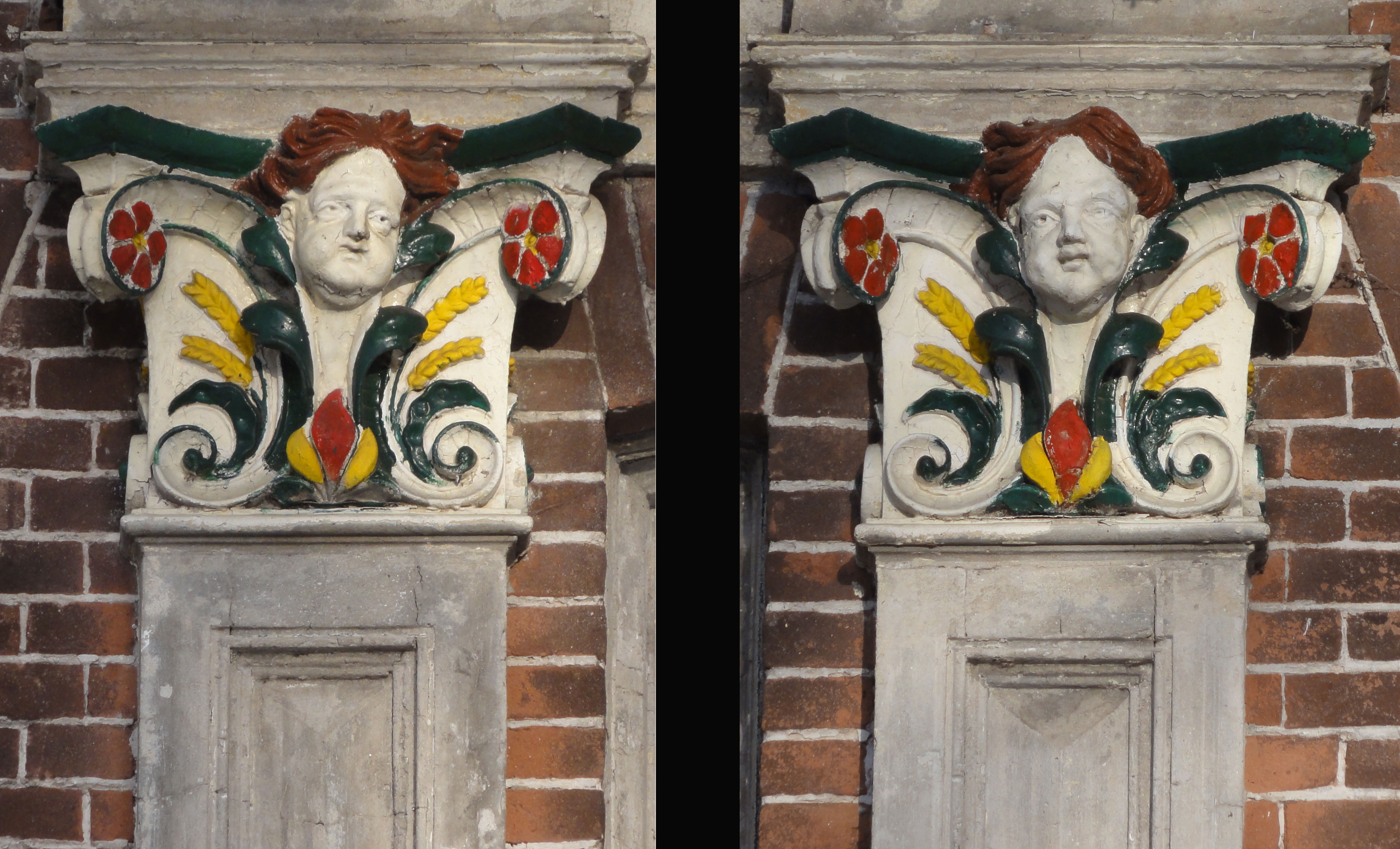
De kapitelen naast de ingang aan de bovenzijde